# The Night of January 16th
Pour plus de détails, voir Fiche technique et Distribution.
The Night of January 16th est un film américain réalisé par William Clemens, sorti en 1941.

## Fiche technique
- Titre : The Night of January 16th
- Réalisation : William Clemens
- Scénario : Eve Greene, Delmer Daves et Robert Pirosh d'après la pièce La Nuit du 16 janvier d'Ayn Rand
- Photographie : John J. Mescall
- Montage : Ellsworth Hoagland
- Musique : Gerard Carbonara
- Société de production : Paramount Pictures
- Pays d'origine : États-Unis
- Format : Noir et blanc - 1,37:1 - Mono
- Genre : drame
- Date de sortie : 1941

## Distribution
- Robert Preston : Steve Van Ruyle
- Ellen Drew : Kit Lane
- Nils Asther : Bjorn Faulkner
- Clarence Kolb : Tilton
- Willard Robertson : Inspecteur Donegan
- Cecil Kellaway : Oscar, l'ivrogne
- Donald Douglas : Avocat Polk
- Paul Stanton : Procureur de district
- Margaret Hayes : Nancy Wakefield
- Alice White : Flashy Blonde
- Jean Phillips : la secrétaire de Faulkner
- Rod Cameron : Assistant de l'avocat Polk
- Paul Irving : Peters
- James Flavin : Kelly
- Edwin Stanley : Hemingway
- Harry Hayden : Williamson

Acteurs non crédités
- Leon Belasco : Steward
- Franklyn Farnum : Juré
- Byron Foulger : Bijoutier
- Edward Gargan : Flic
- Grace Hayle : Grosse femme
- Jack Perrin : Policier
- Georges Renavent : Anton Haraba
- Jack Richardson, Hayden Stevenson : Co-directeurs de la Faulkner Corporation
- Philip Van Zandt : l'employé de l'hôtel cubain